# MTV崩潰邊緣
《MTV崩潰邊緣》（Boiling Points）是美國MTV頻道所播出的真人情境節目，主要是利用隱藏式攝影機，加上工作人員與整人者對無知路人的捉弄。只要被整者超過時間仍未發怒，即可獲得100美金的獎勵，可說是典型的整人節目。節目的口號，是「有耐心就有回報」。

## 節目標誌與名稱
節目標誌使用兩個點燃引信的炸彈作為雙眼、一個黑色的橢圓形作為嘴巴，象徵快要被動怒的人。而名稱「Boiling Points」，原意是「沸點」，引申被整者能否於時限內不被激怒的用法。

## 節目概要
每集節目的內容不定，大致上下列的整人較常出現於節目中：
- 如有未婚男女逛服飾精品店，女店員就會對男方毛手毛腳，甚至直搗更衣室內挑動男方，讓女方非常不悅。
- 在超商內，櫃檯人員會將顧客買到的物品碾碎或者是拆開，或者讓產品不能使用。
- 街頭藝人作畫，顧客付了錢，卻很難馬上得到畫作，表演者反覆浪費被整者的時間。

還有其他種類的整人，遊戲規則大同小異。
而被整者在完全不知情的情況下步入陳設好的「情境」，接著整人者就會開始發揮演技，工作人員也會開始計時，此時工作人員將此段時間稱作「BP」（Boiling Points），通常為3到20分鐘不等，視整人種類而定。如果在時限內，被整者發怒，或者不能達到製作單位的要求，則該被整者挑戰失敗，不能得到100美金的獎勵；如果被整者超過時限，仍未動怒，整人者就會即刻表示他們是MTV的節目《MTV崩潰邊緣》，被整者馬上就可獲得100美金的獎勵。

## 註腳
1. ↑  TV.com查詢結果，2008年12月18日查詢。

## 外部連結
- 臺灣地區MTV《崩潰邊緣》官方網站
- 中國大陸地區MTV《沸點》官方網站 （页面存档备份，存于）